# نيخيل شوبرا
نيخيل شوبرا (26 ديسمبر 1973 بالله أباد في الهند - ) هو مبدع ومؤدي ولاعب كريكت هندي. شارك مع منتخب الهند الوطني للكريكت.

## وصلات خارجية
- نيخيل شوبرا على موقع إي آس بي آن كريك إنفو (الإنجليزية)